# Condados de Irlanda
Los condados de Irlanda son una creación del Gobierno británico del siglo XIX para administrar el país. Irlanda está dividida en 32 condados. Actualmente también se utilizan ampliamente en el campo deportivo. En Irlanda del Norte, los 6 condados fueron reemplazados en 1973 por 26 distritos, y en la República de Irlanda, 6 de los 26 condados originales se dividieron, lo que hacen hoy un total de 32 «condados artificiales».
Conviene señalar que las ciudades de Cork, Dublín, Galway, Limerick y Waterford son independientes de su condado y que además, el condado de Tipperary está dividido en 2 entidades administrativas distintas, Tipperary del Norte y Tipperary del Sur.

## Condados tradicionales
| Armas     | Condado tradicional | Nombre irlandés                       | Nombres antiguos                           | Capital                                         | Provincias | Jurisdicción         | Distritos (IN) Divisiones administrativas (RI)                                             | Mapa        |
| --------- | ------------------- | ------------------------------------- | ------------------------------------------ | ----------------------------------------------- | ---------- | -------------------- | ------------------------------------------------------------------------------------------ | ----------- |
| Antrim    | Antrim              | Aontroim Contae Aontroma              |                                            | Antrim                                          | Úlster     | Reino Unido          | Antrim, Ballymena, Ballymoney, Belfast, Carrickfergus, Larne, Lisburn, Moyle, Newtownabbey | Antrim      |
| Armagh    | Armagh              | Ard Mhacha Contae Ard Mhacha          | Ardmagh                                    | Armagh                                          | Úlster     | Reino Unido          | Armagh, Craigavon, Newry & Mourne.                                                         | Armagh      |
| Carlow    | Carlow              | Ceatharlach Contae Cheatharlach       | Caherlagh Caterlagh Catherlagh             | Carlow                                          | Leinster   | República de Irlanda |                                                                                            | Carlow      |
| Cavan     | Cavan               | An Cabhán Contae an Chabháin          |                                            | Cavan                                           | Úlster     | República de Irlanda |                                                                                            | Cavan       |
| Clare     | Clare               | An Clár Contae an Chláir              | Thomond                                    | Ennis                                           | Munster    | República de Irlanda |                                                                                            | Clare       |
| Cork      | Cork                | Corcaigh Contae Chorcaí               | Desmond                                    | Cork                                            | Munster    | República de Irlanda | Cork                                                                                       | Cork        |
| Donegal   | Donegal             | Dún na nGall Contae Dhún na nGall     | Dunnagall Tyrconnell Tirconnell Tirconaill | Lifford                                         | Úlster     | República de Irlanda |                                                                                            | Donegal     |
| Down      | Down                | An Dún Contae an Dúin                 | Downshire                                  | Downpatrick                                     | Úlster     | Reino Unido          | Ards, Banbridge, Castlereagh, Craigavon, Down, Lisburn, Newry & Mourne, North Down         | Down        |
| Dublín    | Dublín              | Áth Cliath Contae Átha Cliath         |                                            | Dublín                                          | Leinster   | República de Irlanda | Dublín, Dun Laoghaire-Rathdown, Fingal, South Dublin                                       | Dublín      |
| Fermanagh | Fermanagh           | Fear Manach Contae Fhear Manach       |                                            | Enniskillen                                     | Úlster     | Reino Unido          | Fermanagh                                                                                  | Fermanagh   |
| Galway    | Galway              | Gaillimh Contae na Gaillimhe          | Gallive                                    | Galway                                          | Connacht   | República de Irlanda | Galway                                                                                     | Galway      |
| Kerry     | Kerry               | Ciarraí Contae Chiarraí               | Desmond                                    | Tralee                                          | Munster    | República de Irlanda |                                                                                            | Kerry       |
| Kildare   | Kildare             | Cill Dara Contae Chill Dara           |                                            | Naas                                            | Leinster   | República de Irlanda |                                                                                            | Kildare     |
| Kilkenny  | Kilkenny            | Cill Chainnigh Contae Chill Chainnigh |                                            | Kilkenny                                        | Leinster   | República de Irlanda |                                                                                            | Kilkenny    |
| Laois     | Laois               | Laois Contae Laoise                   | Queen's County                             | Port Laoise                                     | Leinster   | República de Irlanda |                                                                                            | Laois       |
| Leitrim   | Leitrim             | Liatroim Contae Liatroma              |                                            | Carrick-on-Shannon                              | Connacht   | República de Irlanda |                                                                                            | Leitrim     |
| Limerick  | Limerick            | Luimneach Contae Luimnigh             | Limnigh/Limnagh Lumnigh/Lumnagh            | Limerick                                        | Munster    | República de Irlanda | Limerick                                                                                   | Limerick    |
| Derry     | Derry               | Doire Contae Dhoire                   | Coleraine                                  | Coleraine                                       | Úlster     | Reino Unido          | Coleraine, Cookstown, Derry, Limavady, Magherafelt                                         | Londonderry |
| Longford  | Longford            | An Longfort Contae an Longfoirt       |                                            | Longford                                        | Leinster   | República de Irlanda |                                                                                            | Longford    |
| Louth     | Louth               | Lú Contae Lú                          |                                            | Dundalk                                         | Leinster   | República de Irlanda |                                                                                            | Louth       |
| Mayo      | Mayo                | Maigh Eo Contae Mhaigh Eo             | Maio                                       | Castlebar                                       | Connacht   | República de Irlanda |                                                                                            | Mayo        |
| Meath     | Meath               | An Mhí Contae na Mí                   |                                            | Navan (previamente Trim)                        | Leinster   | República de Irlanda |                                                                                            | Meath       |
| Monaghan  | Monaghan            | Muineachán Contae Mhuineacháin        |                                            | Monaghan                                        | Úlster     | República de Irlanda |                                                                                            | Monaghan    |
| Offaly    | Offaly              | Uíbh Fhailí Contae Uíbh Fhailí        | King's County                              | Tullamore                                       | Leinster   | República de Irlanda |                                                                                            | Offaly      |
| Roscommon | Roscommon           | Ros Comáin Contae Ros Comáin          | Roscoman                                   | Roscommon                                       | Connacht   | República de Irlanda |                                                                                            | Roscommon   |
| Sligo     | Sligo               | Sligeach Contae Shligigh              | Sligagh                                    | Sligo                                           | Connacht   | República de Irlanda |                                                                                            | Sligo       |
| Tipperary | Tipperary           | Tiobraid Árann Contae Thiobraid Árann |                                            | Clonmel y Nenagh (previamente Cashel y Clonmel) | Munster    | República de Irlanda | North Tipperary, South Tipperary                                                           | Tipperary   |
| Tyrone    | Tyrone              | Tír Eoghain Contae Thír Eoghain       | Tyrowen Tirowen                            | Omagh                                           | Úlster     | Reino Unido          | Cookstown, Dungannon & South Tyrone, Omagh, Strabane                                       | Tyrone      |
| Waterford | Waterford           | Port Láirge Contae Phort Láirge       | Portlarga/Portlarge Portlagh/Portlaw       | Dungarvan (previamente Waterford)               | Munster    | República de Irlanda | Waterford                                                                                  | Waterford   |
| Westmeath | Westmeath           | An Iarmhí Contae na hIarmhí           |                                            | Mullingar                                       | Leinster   | República de Irlanda |                                                                                            | Westmeath   |
| Wexford   | Wexford             | Loch Garman Contae Loch Garman        | Loughgarman                                | Wexford                                         | Leinster   | República de Irlanda |                                                                                            | Wexford     |
| Wicklow   | Wicklow             | Cill Mhantáin Contae Chill Mhantáin   | Kilmantan                                  | Wicklow                                         | Leinster   | República de Irlanda |                                                                                            | Wicklow     |

## Datos sociodemográficos
| Armas       | Condado   | Población (hab.) | Superficie (km²) | Densidad (hab./km²) | Mapa        |
| ----------- | --------- | ---------------- | ---------------- | ------------------- | ----------- |
| Antrim      | Antrim    | 53 632           | 2 844            | 18,86               | Antrim      |
| Armagh      | Armagh    | 59 651           | 2 844            | 20,97               | Armagh      |
| Carlow      | Carlow    | 54 612           | 897              | 60,88               | Carlow      |
| Cavan       | Cavan     | 73 183           | 1 932            | 37,88               | Cavan       |
| Clare       | Clare     | 117 196          | 3 450            | 33,97               | Clare       |
| Cork        | Cork      | 519 032          | 7 500            | 69,20               | Cork        |
| Donegal     | Donegal   | 161 137          | 4 861            | 33,15               | Donegal     |
| Down        | Down      | 69 934           | 2 448            | 28,57               | Down        |
| Dublín      | Dublín    | 1 273 069        | 922              | 1 380,77            | Dublín      |
| Fermanagh   | Fermanagh | 62 006           | 1 691            | 36,67               | Fermanagh   |
| Galway      | Galway    | 250 653          | 6 149            | 40,76               | Galway      |
| Kerry       | Kerry     | 145 502          | 4 807            | 30,27               | Kerry       |
| Kildare     | Kildare   | 210 312          | 1 693            | 124,22              | Kildare     |
| Kilkenny    | Kilkenny  | 95 419           | 2 073            | 46,03               | Kilkenny    |
| Laois       | Laois     | 80 559           | 1 720            | 46,84               | Laois       |
| Leitrim     | Leitrim   | 31 798           | 1 590            | 20,00               | Leitrim     |
| Limerick    | Limerick  | 191 809          | 2 756            | 69,60               | Limerick    |
| Londonderry | Derry     | 108 261          | 2 074            | 52,20               | Londonderry |
| Longford    | Longford  | 39 000           | 1 091            | 35,75               | Longford    |
| Louth       | Louth     | 122 897          | 826              | 148,79              | Louth       |
| Mayo        | Mayo      | 130 638          | 5 586            | 23,39               | Mayo        |
| Meath       | Meath     | 184 135          | 2 342            | 78,62               | Meath       |
| Monaghan    | Monaghan  | 60 483           | 1 295            | 46,71               | Monaghan    |
| Offaly      | Offaly    | 76 687           | 2 001            | 38,32               | Offaly      |
| Roscommon   | Roscommon | 64 065           | 2 548            | 25,14               | Roscommon   |
| Sligo       | Sligo     | 65 393           | 1 838            | 35,58               | Sligo       |
| Tipperary   | Tipperary | 158 754          | 4 305            | 36,88               | Tipperary   |
| Tyrone      | Tyrone    | 51 495           | 3 155            | 16,32               | Tyrone      |
| Waterford   | Waterford | 113 795          | 1 857            | 61,28               | Waterford   |
| Westmeath   | Westmeath | 86 164           | 1 840            | 46,83               | Westmeath   |
| Wexford     | Wexford   | 145 320          | 2 365            | 61,45               | Wexford     |
| Wicklow     | Wicklow   | 136 640          | 2 027            | 67,41               | Wicklow     |